# Кирил Метков
Кирил Метков (роден на 1 февруари 1965) е бивш български футболист, полузащитник. Най-голямата част от кариерата му преминава в Локомотив (София). В България е играл също за ЦСКА (София) и Славия (София). През 1993 г. става първият български футболист в Японската Джей Лига, след като подписва договор с Гамба Осака.
По време на състезателната си кариера Метков е използван основно като плеймейкър. Впечатлява с отличен дрибъл, техника, скорост и остър демараж. Има 9 мача за националния отбор.

## Биография
Юноша на Локомотив (София), Метков пробива в първия състав на клуба на 18-годишна възраст през сезон 1983/84. Бързо се утвърждава като важна част в халфовата линия. През лятото на 1991 г. е избран и за капитан на отбора. Общо записва 229 мача с 43 гола за „железничарите“ в първенството, както и 6 мача с 1 гол в Купата на УЕФА. Разписва се при домакинската победа с 4:2 след продължения срещу кипърския АПОЕЛ на 2 октомври 1985 г.
В началото на 1992 г. преминава в ЦСКА (София) и до края на сезон 1991/92 има голяма заслуга за титлата, която отборът печели. Дебютира за „армейците“ в А група на 22 февруари 1992 г., когато в първия пролетен кръг бележи и двата гола за домакинската победа с 2:1 срещу Добруджа. Головата му форма продължава през целия полусезон. На 2 май 1992 г. бележи 4 попадения за разгромната победа с 10:2 срещу Берое. На 24 май се разписва и във Вечното дерби срещу Левски (2:2). Завършва сезона със 17 мача и 13 гола за ЦСКА – 15 мача с 11 гола в първенството и 2 мача с 2 гола за купата.
Метков е основен футболист на ЦСКА и през следващия сезон 1992/93, когато записва 29 мача с 9 гола във всички турнири – 22 мача с 4 гола в първенството, 5 мача с 4 гола за купата, както и 2 мача с 1 гол в Шампионската лига. С „армейците“ печели Купата на България, като именно той бележи единственият гол във финала срещу Ботев (Пловдив) на 2 юни 1993 г.
През лятото на 1993 г. подписва договор с елитния японски Гамба Осака, като по този начин става първият български футболист в местната Джей Лига. До края на годината изиграва общо 19 мача и вкарва 4 гола, от които 10 мача с 2 гола в шампионата. По време на престоя си в Япония получава тежка контузия, от която така и не успява да се възстанови напълно. Година и половина е извън терените. През лятото на 1995 г. се завръща към футбола, преминавайки в Славия (София). През есенния полусезон на 1995/96 изиграва 4 мача в първенството и прекратява кариерата си едва на 30-годишна възраст.
След края на кариерата си Метков работи като треньор в детско-юношеските школи на Локомотив (София), ЦСКА 1948 (София) и Витоша 13.

## Успехи
ЦСКА (София)
- А група –  Шампион: 1991/92
- Купа на България –  Носител: 1992/93